# Plectris ornaticeps
Plectris ornaticeps är en skalbaggsart som beskrevs av Frey 1967. Plectris ornaticeps ingår i släktet Plectris och familjen Melolonthidae. Inga underarter finns listade i Catalogue of Life.